# Chim Alca
Chim Alca, tên khoa học Alca torda, là một loài chim trong họ Alcidae.
Loài chim biển sống thành đàn này chỉ nói lên đất liền để sinh sản. Chúng chọn bạn đời suốt đời; chim mái đẻ một quả trứng mỗi năm. Chúng làm tổ dọc vách đá ven biển ở các khe kín hoặc hơi tiếp xúc. Chim cha mẹ dành một lượng thời gian bằng nhau ấp trứng. Khi chim con đã nở, chim cha mẹ thay phiên nhau kiếm ăn cho chim con của chúng và đôi khi chúng bay quãng đường dài trước khi tìm con mồi.

## Hình ảnh

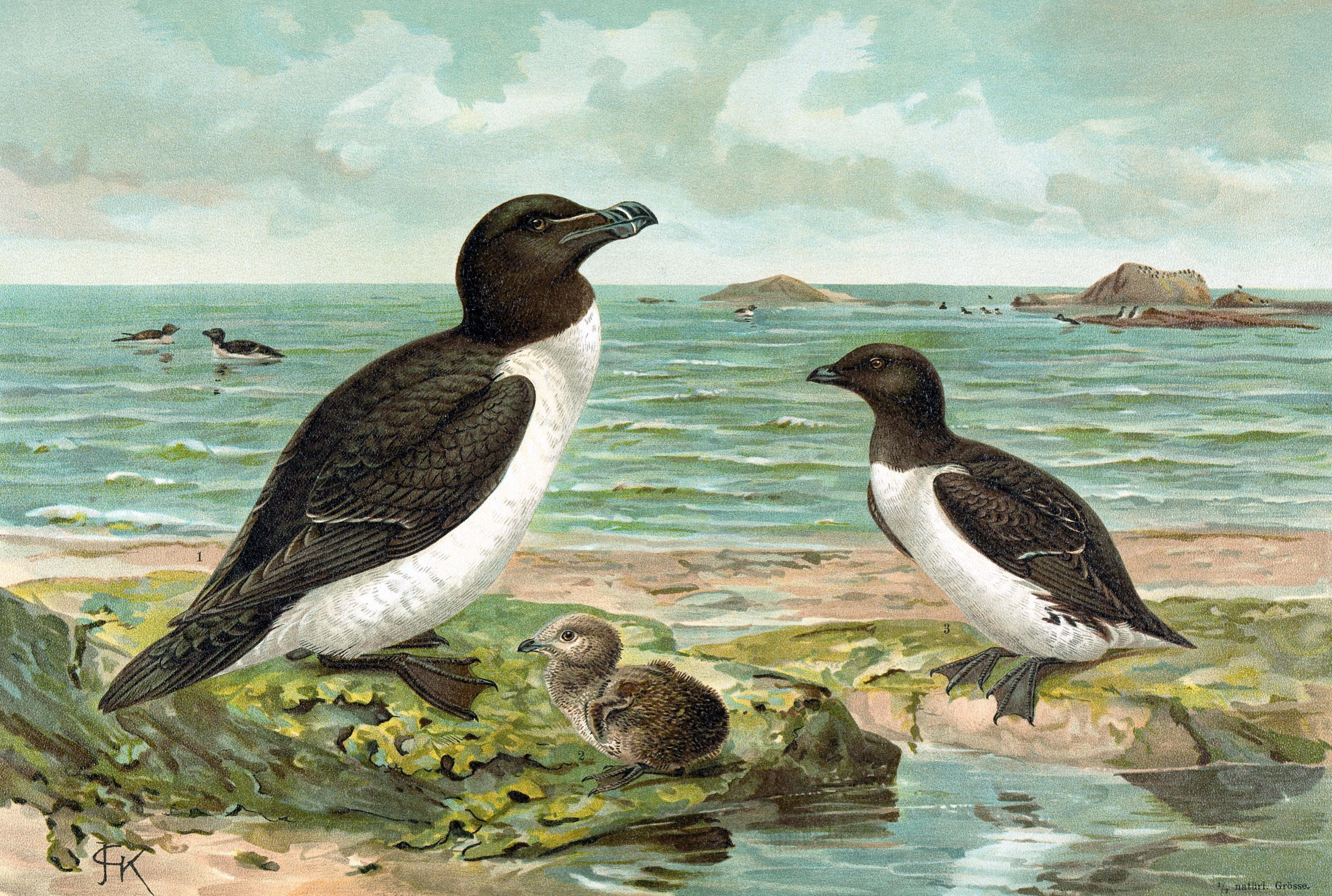
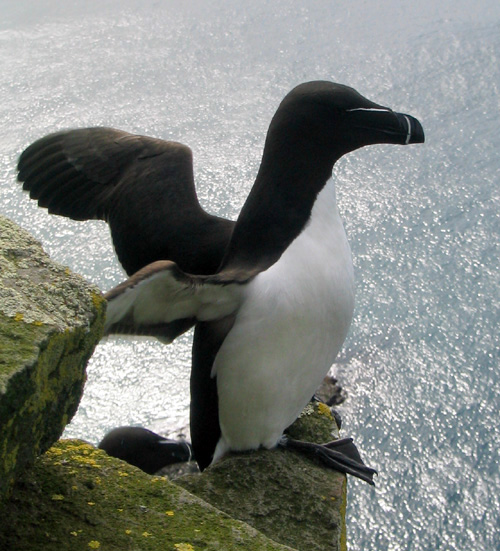
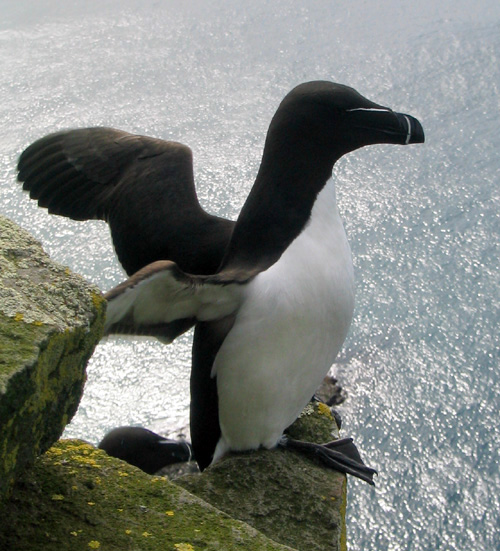
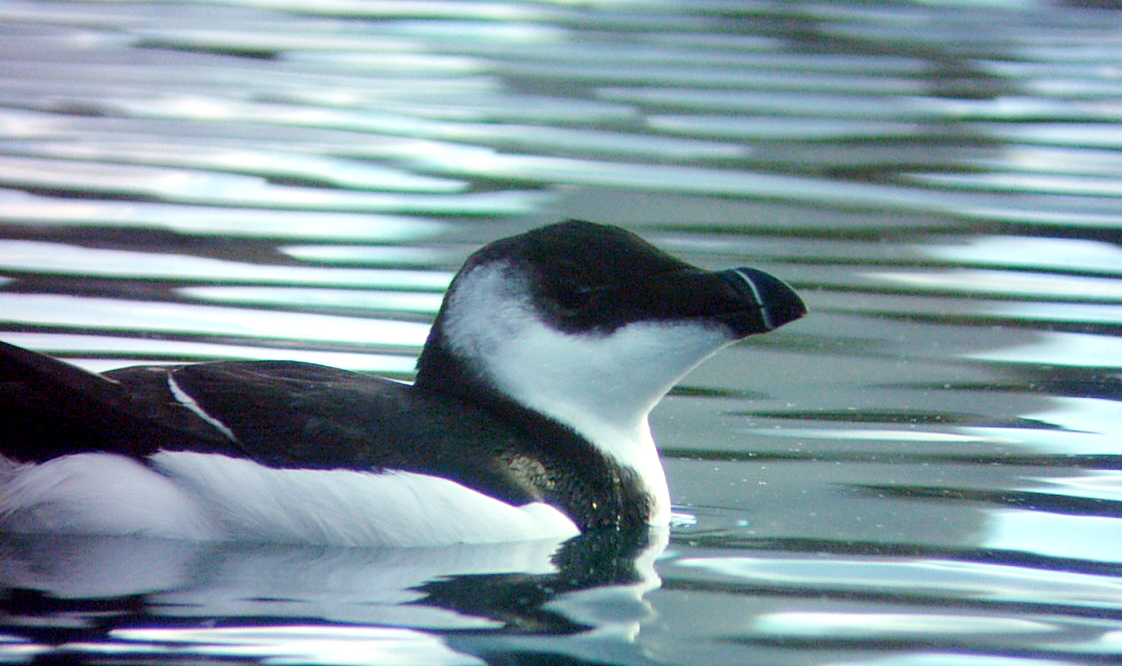
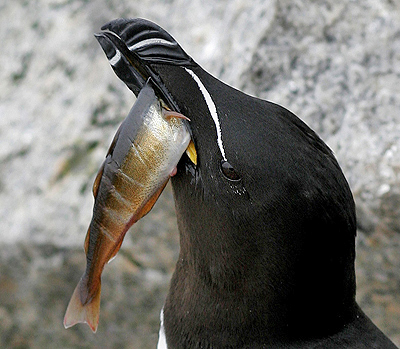
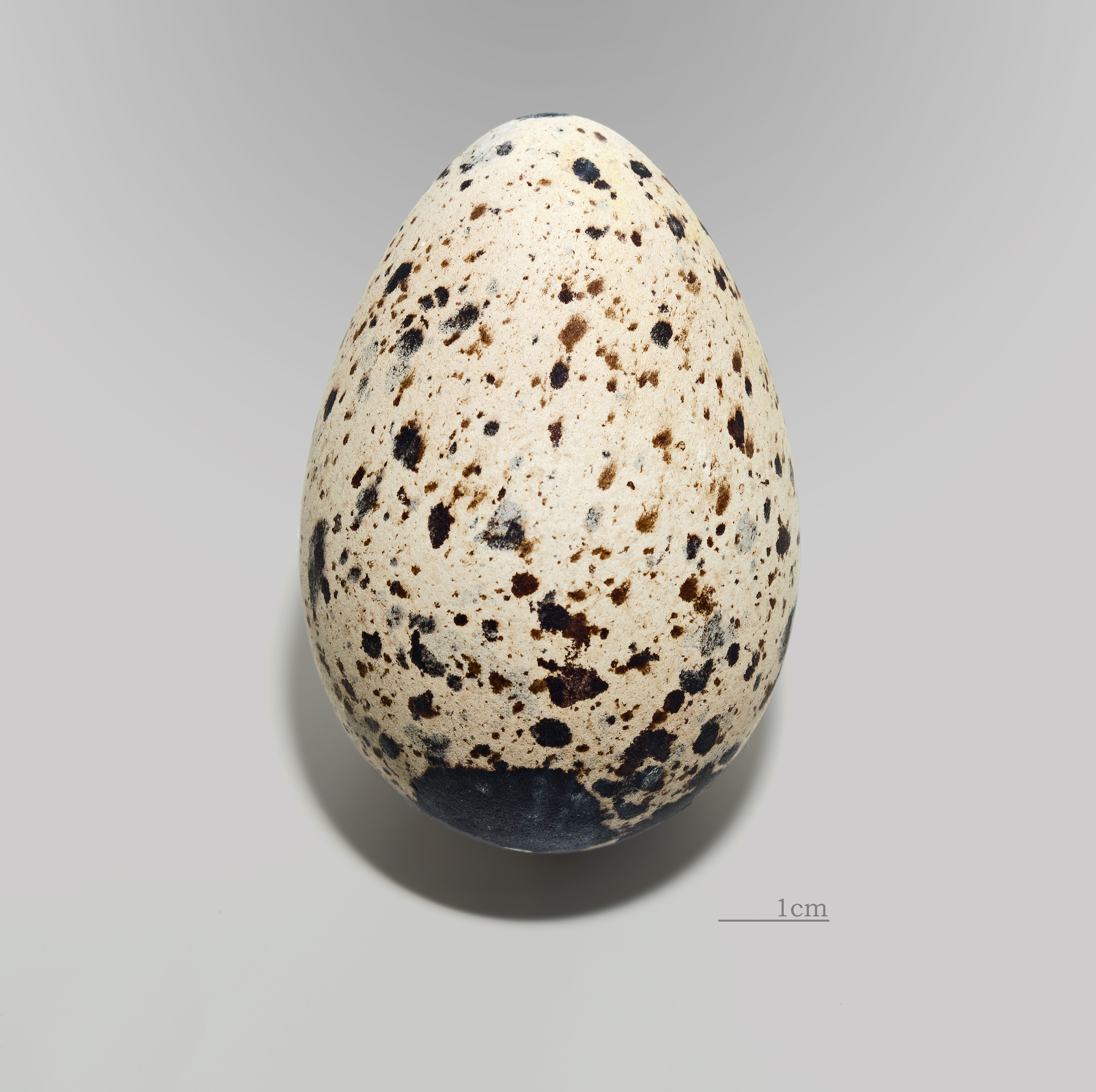